# 飛雁新村

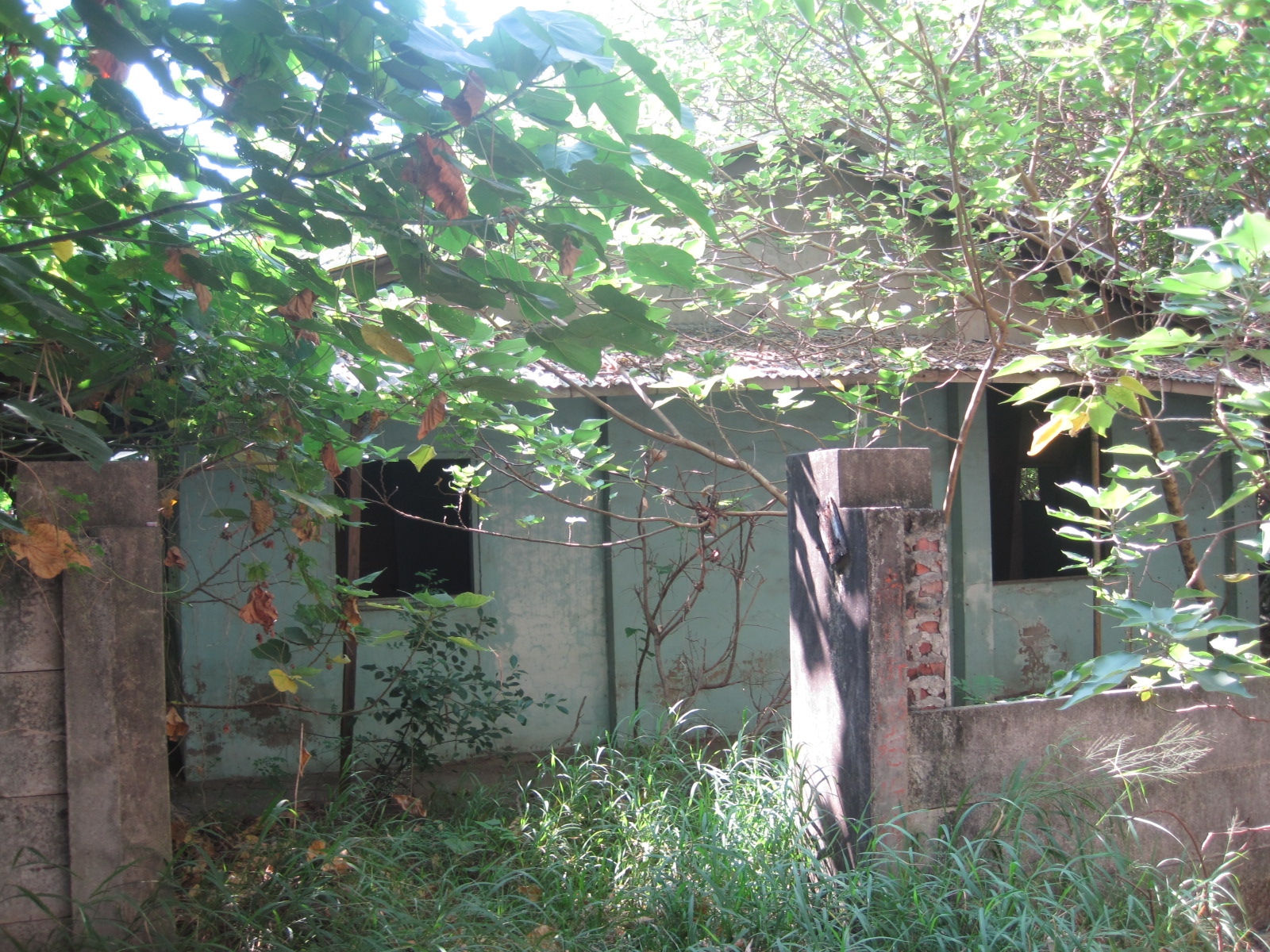
飛雁新村建築之一

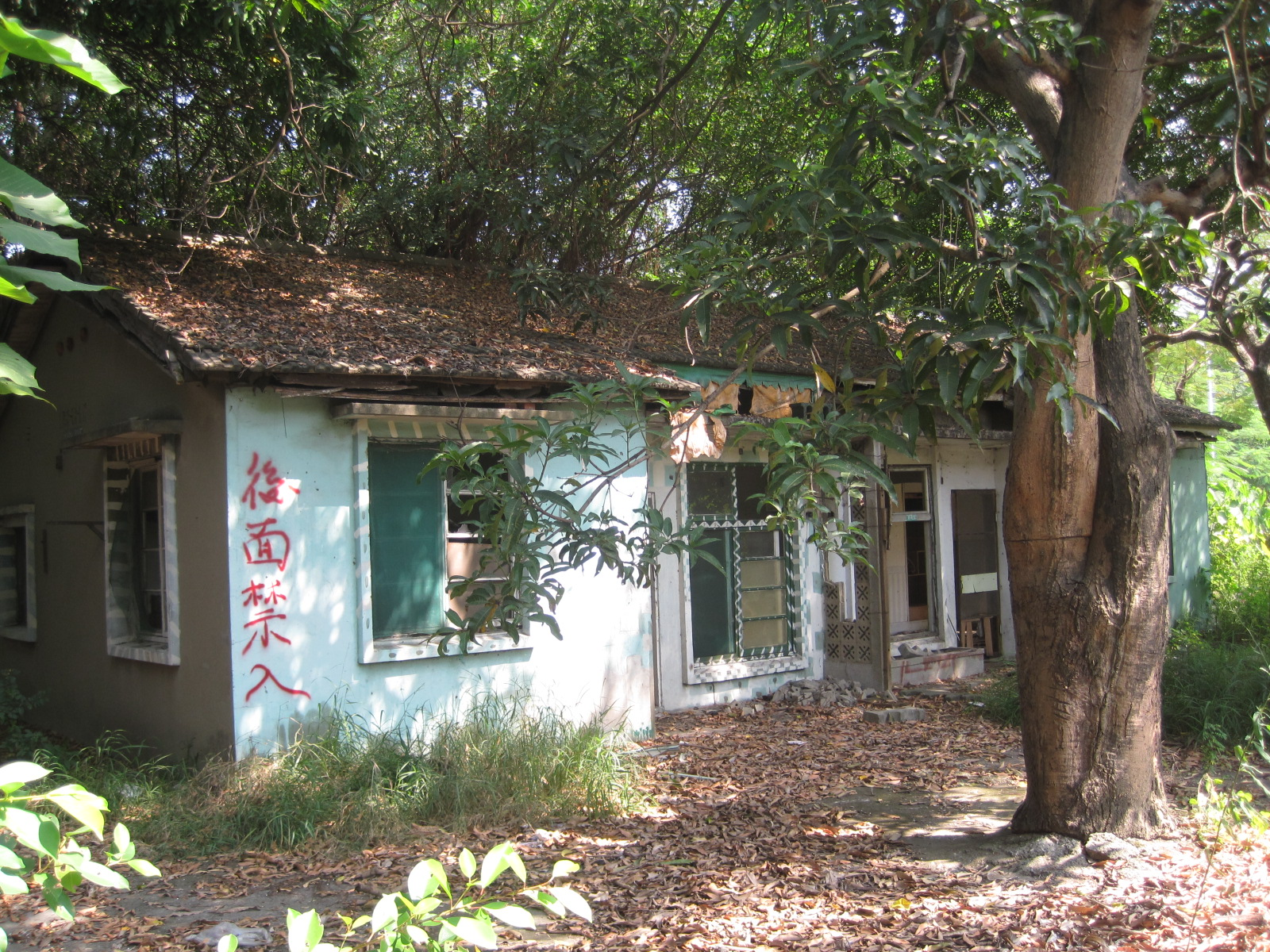
飛雁新村建築之一

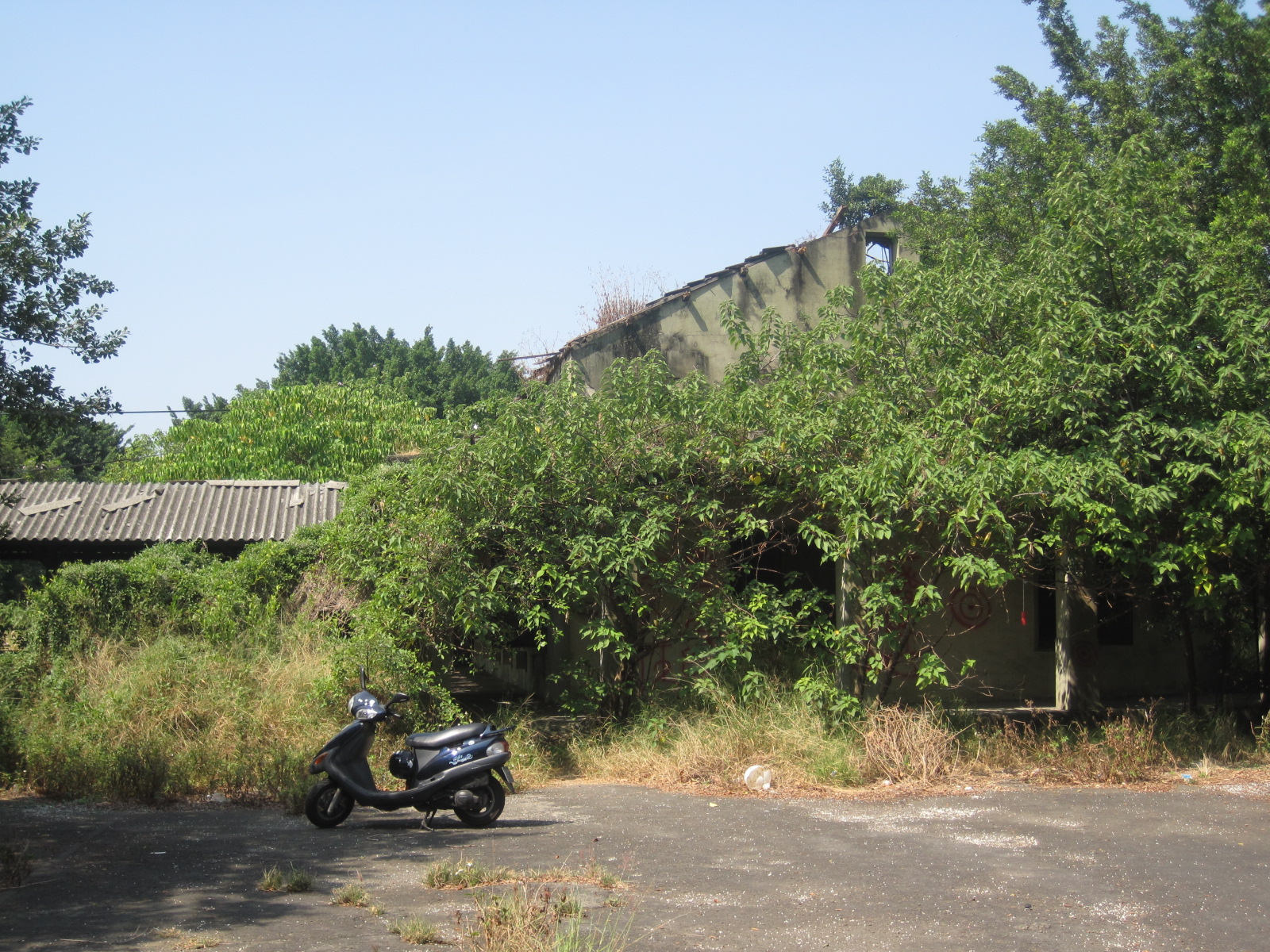
原永康飛行場無線羅針所

飛雁新村是位於臺灣臺南市永康區的中華民國空軍眷村，隸屬於中華民國國防部，位於中華路與南台街一帶，奇美醫院附近，人數最多時該眷村共有68戶。2012年時，臺南市開始打算將飛雁新村進行公辦都更，計劃要打造一個觀光醫療都市，又因為眷村內有歷史建築「傳原通訊所」（已更名原永康飛行場無線羅針所），故該都更案會由文化局介入該歷史建築的修復以及廣場景觀的規劃與施作。
該眷村不像其他眷村一樣鄰居之間相當熱絡，且直到1991年才有自治會，之前只有村長，且自治會的服務項目也不像其他眷舍那麼多，只有轉告聯隊的事、填寫眷村改建申請表格等等。

## 沿革
飛雁新村所在地原是日軍的軍事基地，眷村房舍除部分為日治時期遺留者之外，大多數是民國五十二年到六十年（1963年－1971年）由空軍443聯隊所興建，當時入住者得要是戰績滿百並具備結婚資格的飛官。
人數最多時該眷村共有68戶，後來在民國六十七年（1978年）時因爲中華路擴建而拆掉了27戶，之後由於有不少退伍軍官被招攬至民航界等因素，該眷村地一帶住戶在2008、2009年左右僅剩5戶，其他的大多搬至他處，但將眷舍借或租給親友居住。

## 建築
飛雁新村除日本時代的建物之外，剩下的為民國時期興建的鋼筋混擬土平房，眷舍建坪大多是二十到三十坪，但庭院面積至少六十坪，大者可以達到數百坪。